# Syndicat des journalistes de radio et de télévision
Le Syndicat des journalistes de radio et de télévision est un syndicat qui a lancé et animé plusieurs grèves historiques dans l'audiovisuel. Il était dirigé par un journaliste renommé, Joseph Pasteur, qui avait élaboré la réforme des journaux radiophoniques et transmis au mois de juillet 1962 à son directeur, les réflexions que lui inspire la politique éditoriale proche de la censure.

## Histoire
En novembre 1961 à l'ORTF, une grève éclate pour protester contre le droit de la direction de modifier un reportage sans l’accord du journaliste qui l’a réalisé. Réunis en assemblée générale, les journalistes votent l'entrée en grève alors que leurs représentants de la CFTC et de FO s'y opposent. 
De ce mouvement naît un nouveau syndicat, le Syndicat des journalistes de radio et de télévision (SJRT). Elle est suivie d’une autre grève, en octobre 1962 : soutenus par les techniciens, les journalistes contestent la sur-médiatisation de Charles de Gaulle. Ils boycottent les journaux télévisés du 17 octobre 1962, soit onze jours avant le référendum sur l'élection au suffrage universel du président de la République.
Deux dirigeants de la CFTC de l'audiovisuel, Pierre Andreu et Henri Poumerol ont démissionné pour soutenir ce nouveau « Syndicat des journalistes de radio et de télévision » (SRJT), lors de l'élection à la commission paritaire au printemps 1962. 
Pour se développer, le SRJT a passé un accord avec le Syndicat unifié des techniciens, beaucoup plus puissant, créé en 1959, par un petit groupe de dissidents de la CGT pour s’affranchir de l’hégémonie de la puissante fédération CGT du spectacle. Cependant, le nouveau syndicat est vite affaibli car la grève est réprimée par des sanctions sévères. Avant même le conflit, son secrétaire général Joseph Pasteur avait été suspendu. Les sanctions seront pour les responsables de la lettre d’avertissement au renvoi. Georges Panchenier, Claude-Paul Pajal et Michel Péricard, futur maire de Saint-Germain-en-Laye, sont mutés à la radio.